# Meridià 140 a l'oest
El meridià 140 a l'oest de Greenwich és una línia de longitud que s'estén des del pol Nord travessant l'oceà Àrtic, Amèrica del Nord, l'oceà Pacífic, l'oceà Antàrtic, i l'Antàrtida fins al pol Sud.
El meridià 140 a l'oest forma un cercle màxim amb el meridià 40 a l'est. Com tots els altres meridians, la seva longitud correspon a una semicircumferència terrestre, uns 20.003,932 km. Al nivell de l'Equador, és a una distància del meridià de Greenwich de 15.585 km.

## De Pol a Pol
Començant en el pol Nord i dirigint-se cap al pol Sud, aquest meridià travessa:
| Coordenades                               | País, territori o mar | Notes |
| ----------------------------------------- | --------------------- | --- |
| 90° 0′ N, 140° 0′ O / 90.000°N,140.000°O  | Oceà Àrtic            | |
| 73° 48′ N, 140° 0′ O / 73.800°N,140.000°O | Mar de Beaufort       | |
| 69° 37′ N, 140° 0′ O / 69.617°N,140.000°O | Canadà                | Yukon |
| 60° 11′ N, 140° 0′ O / 60.183°N,140.000°O | Estats Units          | Alaska |
| 59° 46′ N, 140° 0′ O / 59.767°N,140.000°O | Oceà Pacífic          | |
| 8° 49′ S, 140° 0′ O / 8.817°S,140.000°O   | Polinèsia Francesa    | Illa de Nuku Hiva |
| 8° 57′ S, 140° 0′ O / 8.950°S,140.000°O   | Oceà Pacífic          | Passa a l'est de l'illa Ua Pou, Polinèsia Francesa (a 9° 22′ S, 140° 1′ O / 9.367°S,140.017°O) · Passa a l'est de l'atol Fakahina, Polinèsia Francesa (a 15° 58′ S, 140° 5′ O / 15.967°S,140.083°O) |
| 60° 0′ S, 140° 0′ O / 60.000°S,140.000°O  | Oceà Antàrtic         | |
| 75° 13′ S, 140° 0′ O / 75.217°S,140.000°O | Antàrtida             | Territori no reclamat |